# 懷爾德斯鎮區 (北卡羅萊納州約翰斯頓縣)
懷爾德斯鎮區（英語：Wilders Township）是位於美國北卡羅萊納州約翰斯頓縣的一個鎮區。

## 地方資料
懷爾德斯鎮區的面積為155.92平方千米，皆為陸地。根據2020年美國人口普查的數據，當地共有人口32045人，而人口密度為每平方千米205.52人。